# أندرياس تومسون
أندرياس تومسون (بالألمانية: Andreas Thom)‏ (7 سبتمبر 1965 في ألمانيا - ) هو لاعب كرة قدم ألماني (وحمل سابقاً جنسية ألمانيا الشرقية) في مركز الهجوم، شارك في بطولة أمم أوروبا 1992. وشارك مع منتخب ألمانيا الشرقية تحت 21 سنة لكرة القدم ومنتخب ألمانيا الشرقية لكرة القدم ومنتخب ألمانيا لكرة القدم. أما مع النوادي، فقد لعب مع باير 04 ليفركوزن ودينامو برلين ونادي سلتيك ونادي هرتا برلين.

## وصلات خارجية
- أندرياس تومسون على موقع الاتحاد الأوربي (الإنجليزية)
- أندرياس تومسون على موقع قاعدة بيانات كرة القدم.إي يو (الإنجليزية)
- أندرياس تومسون على موقع بيانات كرة القدم. دي إي (الألمانية)
- أندرياس تومسون على موقع ناشيونال فوتبول تيمز (الإنجليزية)
- أندرياس تومسون على موقع عالم كرة القدم.نت (الإنجليزية)